# Tenderbåt

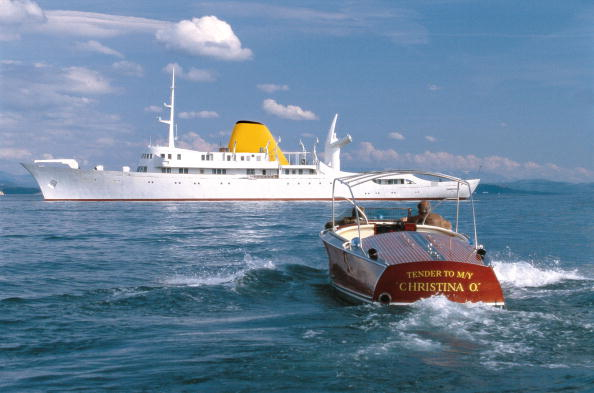
En Hacker-Craft tenderbåt som tillhör lyxyachten M/Y Christina som tillhörde Aristoteles Onassis 1954–1975

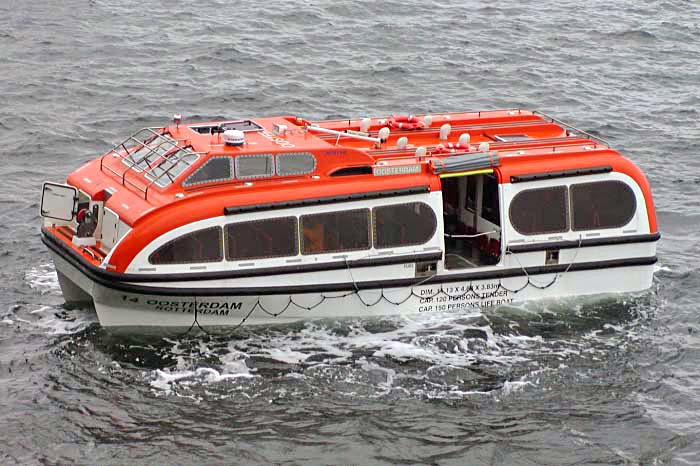
Livbåtstender från det holländska kryssningsfartyget M/S Oosterdam

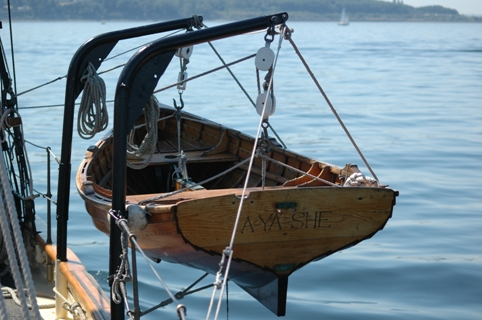
Dinge hängande i dävert på den amerikanska skonaren Adventuress

Tenderbåt är en mindre båt eller fartyg, som finns ombord på ett större fartyg och som används för att frakta passagerare och varor mellan fartyg och hamn. En tenderbåt på mindre fartyg benämns dinge.
Av olika skäl är det inte alltid möjligt eller rådligt att förtöja ett fartyg vid en kaj i en hamn. Vädret eller sjön kan vara hårt, tiden för anlöpning kan vara för kort, eller så kan fartyget vara för stort eller för djupgående för hamnen. I sådana fall ger tenderbåten en möjlighet att länka fartyget med  hamnen eller stranden.
På kryssningsfartyg brukar livbåtstendrar fungera som tendrar i vardagsbruk, men samtidigt vara utrustade för att fungera som livbåtar i nödsituationer. Oftast lossas de och tas upp i dävertar ovanför promenaddäck och kan likna vanliga livbåtar, men är vanligtvis större och mer bekvämt utrustade. Nutida livbåtstendrar är oftast katamaraner, eftersom dessa är mindre benägna att rulla i de lugna, eller relativt lugna förhållanden som råder när tenderbåtar används.  